# Jonathan Glanfield
Jonathan Glanfield (Londres, 6 de agosto de 1979) es un deportista británico que compitió en vela en la clase 470. 
Participó en tres Juegos Olímpicos de Verano, obteniendo dos medallas de plata,  en Atenas 2004 y en Pekín 2008, ambas en la clase 470 (junto con Nicholas Rogers), y el cuarto lugar en Sídney 2000.
Ganó tres medallas en el Campeonato Mundial de 470 entre los años 2001 y 2005, y cuatro medallas en el Campeonato Europeo de 470 entre los años 2002 y 2013.

## Palmarés internacional
| \| Juegos Olímpicos \| Juegos Olímpicos \| Juegos Olímpicos \| Juegos Olímpicos \| \| Año \| Lugar \| Medalla \| Clase \| \| ------------------ \| ------------------------------ \| ----------------- \| ---------------- \| \| 2004 \| Atenas (Grecia) \| Medalla de plata \| 470 \| \| 2008 \| Pekín (China) \| Medalla de plata \| 470 \| \| Campeonato Mundial \| \| \| \| \| Año \| Lugar \| Medalla \| Clase \| \| 2001 \| Koper (Eslovenia) \| Medalla de plata \| 470 \| \| 2004 \| Zadar (Croacia) \| Medalla de bronce \| 470 \| \| 2005 \| San Francisco (Estados Unidos) \| Medalla de plata \| 470 \| \| Campeonato Europeo \| \| \| \| \| Año \| Lugar \| Medalla \| Clase \| \| 2002 \| Tallin (Estonia) \| Medalla de bronce \| 470 \| \| 2004 \| Warnemünde (Alemania) \| Medalla de oro \| 470 \| \| 2005 \| Gdynia (Polonia) \| Medalla de oro \| 470 \| \| 2013 \| Formia (Italia) \| Medalla de plata \| 470 \| |                                |                   |       |
| Juegos Olímpicos |                                |                   |       |
| Año | Lugar                          | Medalla           | Clase |
| 2004 | Atenas (Grecia)                | Medalla de plata  | 470   |
| 2008 | Pekín (China)                  | Medalla de plata  | 470   |
| Campeonato Mundial |                                |                   |       |
| Año | Lugar                          | Medalla           | Clase |
| 2001 | Koper (Eslovenia)              | Medalla de plata  | 470   |
| 2004 | Zadar (Croacia)                | Medalla de bronce | 470   |
| 2005 | San Francisco (Estados Unidos) | Medalla de plata  | 470   |
| Campeonato Europeo |                                |                   |       |
| Año | Lugar                          | Medalla           | Clase |
| 2002 | Tallin (Estonia)               | Medalla de bronce | 470   |
| 2004 | Warnemünde (Alemania)          | Medalla de oro    | 470   |
| 2005 | Gdynia (Polonia)               | Medalla de oro    | 470   |
| 2013 | Formia (Italia)                | Medalla de plata  | 470   |